# Jean Billaud
Jean Billaud, né le 1er novembre 1926 à Chapeau (Allier), et mort le 21 mai 2024 à Bourbon-Lancy (Saône-et-Loire), est un homme politique français. Il est député communiste de l'Allier en 1968, remplaçant le député Marcel Guyot mort en janvier.

## Biographie
Issu d'un famille de cultivateurs communistes, cultivateur lui-même au village de Mercy, il rejoint le Parti communiste français en 1944.
Il adhère à la Confédération générale de l'agriculture (CGA) après la guerre et devient l'un des dirigeants de la section des fermiers et métayers du département de l'Allier. 
En tant que suppléant de Marcel Guyot lors des élections législatives de 1967, il succède à celui-ci à l'Assemblée nationale en janvier 1968. Lors de élections de juin 1968, il est battu en obtenant 18 304 voix (33,3 % des inscrits) contre 22 631 pour Hector Rolland (UDR).

## Détail des fonctions et des mandats

### Mandat local
- 1959 - 1995 : Maire de Mercy

### Mandat national
- 29 janvier 1968 - 30 mai 1968 : Député de la 1re circonscription de l'Allier